# Nhà tù Wronki

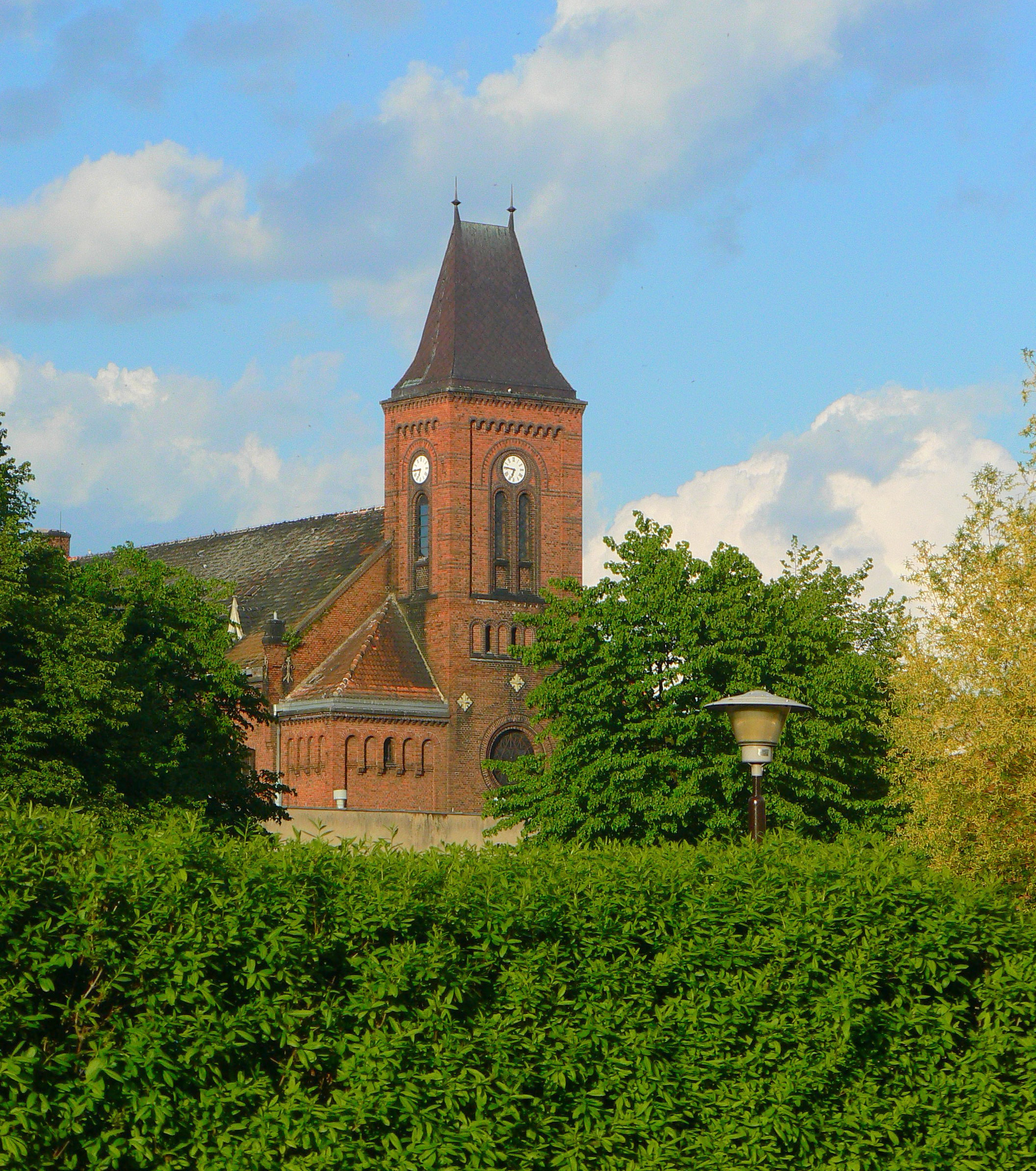
Lối vào chính với tháp đồng hồ

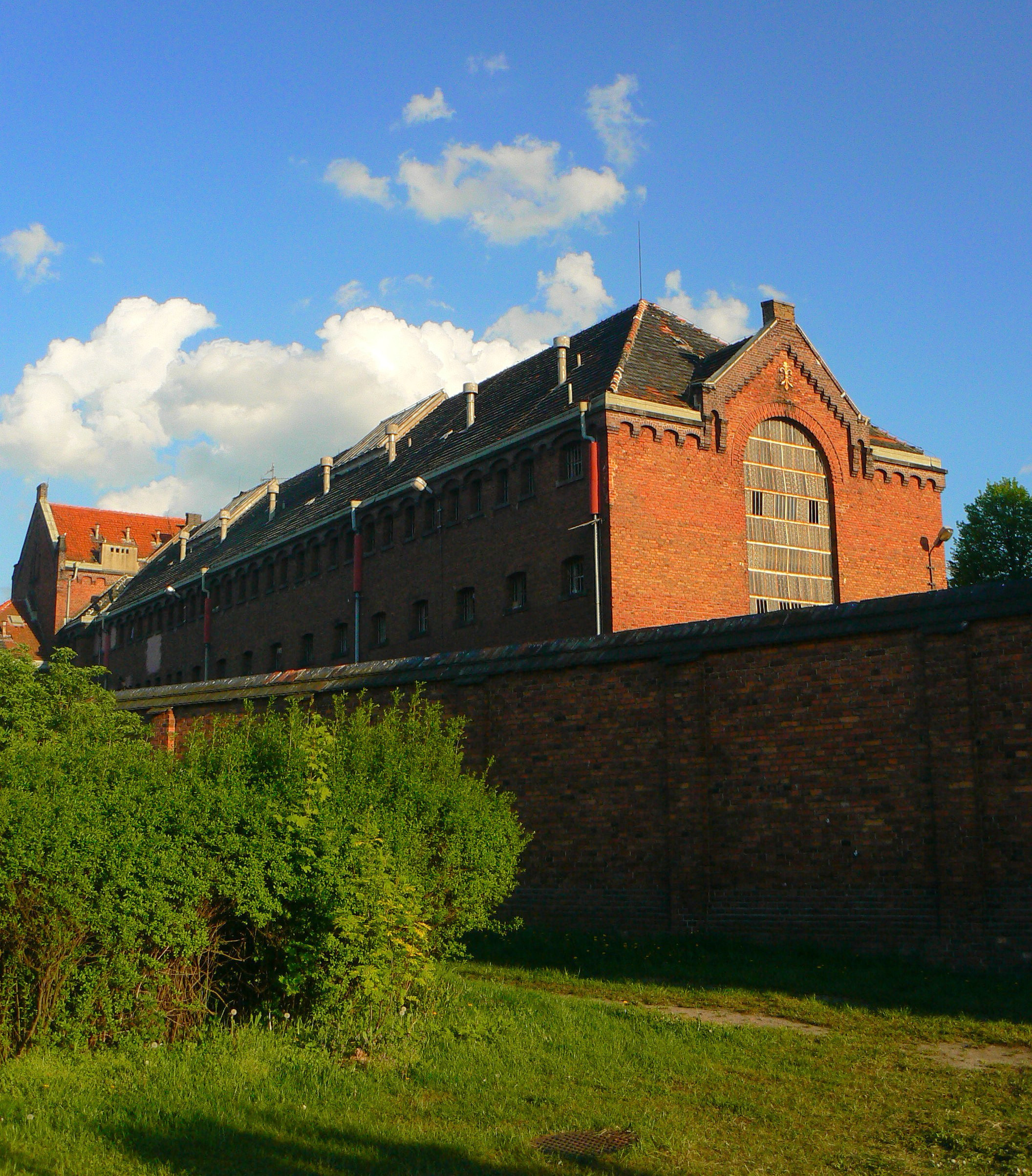
Một trong những tòa nhà của nhà tù Wronki

Nhà tù Wronki (tiếng Ba Lan: Zakład Karny Wronki) là nhà tù lớn nhất  ở Ba Lan, giam giữ hơn 1400 tù nhân.  Được thành lập bởi Đế quốc Đức vào năm 1889, nó nằm ở thị trấn Wronki, tỉnh Greater Poland, Ba Lan.

## Lịch sử
Nhà tù Wronki, ba tòa nhà bốn tầng xếp theo hình chéo, được thiết kế để giam giữ 750-800 tù nhân, kèm theo các tòa nhà chứa các lính canh và các nhân viên phụ trợ khác. Nó được xây dựng vào năm 1889 bởi chính phủ Phổ của Đức và được đưa vào sử dụng vào năm 1894 với tên gọi Zentralgefängnis für die Provinz Posen. Nó được mô phỏng theo các nhà tù Mỹ đương đại (Hệ thống Philadelphia - quản lý dựa trên nguyên tắc của việc giữ tù nhân trong phòng biệt giam). Các tù nhân được sử dụng làm nguồn nhân lực sản xuất vớ và trong các nhiệm vụ khác.
Vào ngày 30 tháng 12 năm 1918, nhà tù đã bị chiếm giữ bởi quân nổi dậy Ba Lan trong cuộc nổi dậy Greater Poland (1918). Các tù nhân được thả tự do trong khi nhà tù trở thành một doanh trại tạm thời cho quân nổi dậy. Nhà tù đã hoạt động trở lại vào cuối tháng 7 năm 1919 như là một phần của hệ thống nhà tù mới của Cộng hòa Ba Lan thứ hai (Ba Lan giữa hai cuộc chiến, tồn tại giữa thế chiến thứ nhất và thế chiến thứ hai). Ở Ba Lan, nhà tù được sử dụng làm nơi giam giữ các tù nhân chính trị.
Trong Cuộc tấn công Ba Lan năm 1939, các tù nhân được thả tự do. Sau đó nơi này được Đức Quốc xã tiếp quản, lần đầu tiên được sử dụng làm nơi giam giữ tạm thời cho các tù nhân chiến tranh và được đưa vào hệ thống nhà tù của Đức Quốc xã ở Reichsgau Wartheland. Hầu hết các tù nhân tại thời điểm đó là tù nhân chính trị Ba Lan. Nhà tù đã bị quá tải (trong thời gian đó, số lượng tù nhân cao nhất đã được báo cáo: 4.358 người), và các tù nhân bị ngược đãi. Ít nhất 804 người (trong số khoảng 20.000 người đã từng bị giam giữ vào thời điểm đó) đã chết trong Nhà tù Wronki trong thời gian Đức chiếm đóng Ba Lan (1939-1945).
Vào năm 1945 khi nhà tù bị lực lượng Liên Xô và Ba Lan tiếp quản, nó đã được sử dụng trong thời gian ngắn để giam giữ các tù nhân chiến tranh Đức và các tù nhân Đức khác. Sau chiến tranh, từ năm 1945 - 1955, nhà tù thuộc quản lý của Bộ Công an Ba Lan và một lần nữa được sử dụng cho các tù nhân chính trị. Một nhóm tù nhân đáng chú ý từ sớm đã được hình thành từ các cựu quân nhân của Quân đội chủ nhà Ba Lan. Nhà tù vẫn còn quá đông, thường giam giữ khoảng 3.000 tù nhân, và các tù nhân lại bị ngược đãi. Khoảng 250 tù nhân đã chết trong thời gian đó, trong số hơn 15.000 tù nhân.
Năm 1958, các công việc kim khí được phân công cho các tù nhân của nhà tù.
Hiện tại, nhà tù sử dụng 400 nhân viên. Năng lực chính thức của nó là 1474 tù nhân; tình trạng quá tải (cuối tháng 6 năm 2009 là 1658 tù nhân; năm 2004 là 1783 tù nhân) đang gây lo ngại.

## Cơ cấu và tổ chức
Nhà tù có một bệnh xá, khu vực dành cho bệnh nhân tâm thần, nhà nguyện, thư viện, trung tâm thể thao và cơ sở giáo dục cấp hai (sức chứa 90 tù nhân).
Hiện tại nhà tù được thiết kế để giam giữ các tù nhân nam phục vụ nhiều lần từ 3 tháng đến 25 năm.
Các tù nhân được thuê bởi nhà tù, họ làm các công việc kim khí và các nơi làm việc khác, cũng như cho thị trấn Wronki ở hạt Szamotuły, tỉnh Greater Poland, ở phía tây Ba Lan..

## Những tù nhân đáng chú ý
- Irena Bobowska[11]
- Stepan Bandera[6][12]
- Wiesław Chrzanowski[13][14]
- Stanisław Karolkiewicz[15]
- Jacek Kuroń[16]
- Rosa Luxemburg[6]
- Stefan Mossor[14]
- Stanisław Skalski[14]
- Carl Maria Splett[13]
- Stanisław Tatar[14]
- Wojciech Korfanty
- Zenon Kossak